# Sant Pere de Castanyadell
Sant Pere de Castanyadell és una parròquia dins del municipi de Vilanova de Sau, a Osona, situada a 596 m. d'altitud, a la vall de Castanyadell, a les Guilleries.
Esmentada l'any 1099, l'església, originàriament romànica, fou reconstruïda el 1780 en estil barroc i reformada al segle xix. Aquesta restauració del temple coincidí amb el moment de màxima població, amb 26 famílies en el cens de 1885. En l'actualitat és pràcticament despoblada excepció feta de l'antiga rectoria, que ha estat rehabilitada i reconvertida en un establiment de turisme rural.

## Església de Sant Pere
L'església és de planta rectangular i d'una sola nau. És orientada de nord a sud, amb la capçalera a la banda de tramuntana on se situa l'antic fossar. A la banda de migdia s'hi adossa la rectoria i a llevant capelles laterals. El portal està un xic reculat respecte al pur de les capelles. El portal és d'arc còncau, inscrit dins una forma pentagonal, coronat per unes boles que decoren els angles. El portal duu la data 1780. Damunt el portal s'eleva un campanar, cobert a quatre vessants i amb finestres d'arc de mig punt.
Els angles de l'edifici i les obertures són de pedra picada, de gres vermell ben escairat. Roman abandonada i l'interior saquejat.

## Història
Les primeres notícies de l'església advocada a Sant Pere daten del 1099, parròquia independent que, juntament amb les de Santa Maria de Vilanova, Sant Romà de Sau, Sant Andreu de Bancells i Sant Martí de Querós, formava el terme civil de Sau. Castanyadell fou sempre la parròquia que tenia menys feligresia, ja que els habitants se centraven en llocs menys abruptes. Al segle xvi comptava amb 7 famílies, al segle següent el nombre ascendia a 10, als segles XVIII hi vivien 12 famílies. Aquest creixement gradual va portar, al segle xviii, a refer l'església parroquial, donant-li la fesomia actual. Al segle xix fou retocada i actualment roman abandonada i sense culte. El despoblament que pateix la zona és el factor principal del seu abandó malgrat tot s'estan recuperant algunes masies adaptades com a segona residència.